# Vrtovac
Vrtovac (cyr. Вртовац) – wieś w Serbii, w okręgu zajeczarskim, w gminie Knjaževac. W 2011 roku liczyła 143 mieszkańców.